# Toki Tori
Toki Tori ist ein Puzzle-Videospiel mit Jump-’n’-Run-Elementen, welches von Two Tribes B.V. entwickelt und erstmals von Capcom 2001 für den Game Boy Color veröffentlicht wurde.
Toki Tori wurde 2003 für Windows Mobile und 2009 in einer überarbeiteten Version auch für Nintendos Downloadportal WiiWare für die Wii als auch für iOS veröffentlicht.
Am 29. Januar 2010 folgte eine Windows-Veröffentlichung über Valves Vertriebsplattform Steam, 2011 folgten dann gleichzeitig durch das Humble Bundle for Android die Linux-, Mac OS X- und Android-Versionen des Spiels.
Am 2. August 2013 wurde das Spiel im Rahmen des Virtual-Console-Angebots für den Nintendo eShop des Nintendo 3DS veröffentlicht.
Seit dem 7. November 2013 ist ein HD-Remake des Spiels im Nintendo eShop als Download für die Wii U erhältlich.
Am 30. März wurde dieses HD-Remake auch für den Nintendo eShop der Nintendo Switch veröffentlicht.

## Handlung
Die Handlung beginnt in einem Hühnerstall mit vielen ungeschlüpften Eiern. Plötzlich werden die Eier entführt, bis auf eines, das zufällig aus dem Stall fällt und schlüpft. Aus dem Ei schlüpft das Huhn Toki Tori. Er beobachtet, wie seine Brüder und Schwestern zu einem unheimlich aussehenden Schloss fliegen. Er beschließt, auf ein Abenteuer zu gehen und seine ungeborene Familie zu retten.
In der Anfangssequenz befindet sich Toki Tori auf einer Klippe mit Blick auf ein Schloss, das von einem Wald umgeben ist. In diesem Wald beginnt er seine Reise, die damit endet, dass er das Schloss betritt. In diesem Schloss erfährt Toki Tori, dass er besondere Fähigkeiten hat, die ihm helfen, die Eier zu finden, wie Teleportation und Brückenbauer. In der Burg erfährt er auch, dass seine Kräfte höchstwahrscheinlich der Grund für die Entführung der Eier waren. Nachdem er die Schlosses abgeschlossen hat, fällt Toki Tori durch eine Falltür und landet in der Kanalisation, die von Schnecken befallen ist. Nachdem er seine Brüder aus dieser Welt wieder eingesammelt hat, wird er von einem starken Wasserschwall nach oben gespült und zum Blasenpark, dem letzten Gebiet des Spiels, geschickt. Nachdem er diese Unterwasserwelt durchquert hat, kehrt Toki Tori mit seinen Brüdern und Schwestern nach Hause zurück.

## Spielprinzip
Ziel des Spieles ist es, als Küken seine noch im Ei befindlichen Geschwister aus über 80 Leveln zu retten. Hierbei muss man auf verschiedene Werkzeuge zurückgreifen, mit Hilfe derer man die im Schwierigkeitsgrad ansteigenden Level bewältigen kann. Typischerweise gilt es dabei, die Rätsel mit kluger Voraussicht anzugehen, um alle Eier eines Levels retten zu können.

## Nachfolger
Mit Toki Tori 2 erschien erstmals im Jahr 2013 ein Nachfolger von Toki Tori, der ein grundlegend anderes Spielprinzip verfolgt.
Als Besonderheit gibt es nur zwei Fähigkeiten. Durch deren kluges Verwenden können schon anfangs sehr starke Abkürzungen genommen werden.